# 陈显华
陈显华（1937年2月—2024年9月12日），山东禹城人，中国人民解放军中将。第七届、八届、九届全国人民代表大会代表。

## 生平
1937年2月，陈显华出生在山东省禹城县（今禹城市）。1954年7月，陈显华参加中国人民解放军，1956年7月加入中国共产党。
陈显华曾参加朝鲜战争、对越自卫反击战。1988年9月，陈显华被授予少将军衔。
1990年4月，陈显华出任广州军区参谋长。1992年11月，陈显华调任成都军区参谋长，1993年7月晋升为中将军衔，1996年1月出任成都军区副司令员，2003年7月退休。
2024年9月12日，陈显华在广东省广州市逝世，享年87岁。